# Letnia przeprawa
Letnia przeprawa (Summer Crossing) – pierwsza powieść Trumana Capote’a. Autor rozpoczął jej pisanie w 1943 roku. Została ona wydana już po jego śmierci, w roku 2005. Uważana za zaginioną przez ponad 50 lat, została odkryta wraz z innymi odręcznymi notatkami Capote’a i wystawiona na aukcję w 2004 roku. Capote napisał Summer Crossing kiedy miał zaledwie 19 lat. Grady - niezależna i urocza bohaterka powieści jest zapowiedzią słynnej Holly Golightly, wykreowanej przez autora w Śniadaniu u Tiffany’ego.